# Шаблин

Шаблин — река в России, протекает в Перевозском районе Нижегородской области. Устье реки находится в 201 км по правому берегу реки Пьяна. Длина реки составляет 19 км.
Шаблин является сезонной рекой, всё протяжение русла реки пересохло и наполняется только в паводок.
Исток реки у деревни Малые Кемары (Дубской сельсовет) на границе с Бутурлинским районом в 16 км к юго-востоку от города Перевоз. Генеральное направление русла — север, река течёт по безлесой местности. Впадает в Пьяну у села Дубское семью километрами восточнее Перевоза.

## Данные водного реестра
По данным государственного водного реестра России относится к Верхневолжскому бассейновому округу, водохозяйственный участок реки — Сура от устья реки Алатырь и до устья, речной подбассейн реки — Сура. Речной бассейн реки — (Верхняя) Волга до Куйбышевского водохранилища (без бассейна Оки).
По данным геоинформационной системы водохозяйственного районирования территории РФ, подготовленной Федеральным агентством водных ресурсов:
- Код водного объекта в государственном водном реестре — 08010500412110000039876
- Код по гидрологической изученности (ГИ) — 110003987
- Код бассейна — 08.01.05.004
- Номер тома по ГИ — 10
- Выпуск по ГИ — 0